# Mario Mutsch
Mario Mutsch, né le 3 septembre 1984 à Saint-Vith en Belgique, est un footballeur international luxembourgeois devenu entraîneur. Il est actuellement le sélectionneur de l'équipe du Luxembourg des moins de 19 ans ainsi que l'assistant de Luc Holtz.
Il possède une polyvalence de jeu lui permettant d'évoluer défenseur latéral ou milieu latéral des deux côtés.

## Biographie
Mario Mutsch est né et a grandi à Saint-Vith dans la communauté germanophone. Son père est luxembourgeois qui a grandi en Belgique, sa mère est belge.
Son premier club de Mario Mutsch était le FC St. Vith. Il a ensuite rejoint l'Olympia Recht et a fait sa première apparition dans l'équipe professionnelle du club à l'âge de 16 ans. Les prochains arrêts de Mutsch ont été Royal Spa et RFCU La Calamine. En 2006, il a rejoint la deuxième équipe de l'Alemannia Aix-la-Chapelle. Un an plus tard, il s'est rendu en Suisse et a rejoint le FC Aarau, où il a obtenu un contrat professionnel pour la première fois de sa carrière.
Son début de saison 2009/2010 est prometteur et agrémenté de bonnes performances avec le FC Metz.
Il commence la saison 2009/2010 en tant que latéral droit.
En fin de contrat avec le FC Metz, il s'engage pour deux ans avec le FC Sion dès l'été 2011, il joue également son premier match officiel en Ligue Europa le 18 août 2011 au Celtic Park face au Celtic, le score final se termine avec un nul, 0-0.
Mario Mutsch est titulaire indiscutable au sein de l’équipe nationale du Luxembourg. Il est présent lors du succès contre l'équipe nationale suisse, où l'équipe Grand-ducale gagne à Zurich (1-2), lors des matchs de qualification du mondial 2010.
Le 11 septembre 2018, il entre en jeu dans un match contre Saint-Marin comptant pour la Ligue des nations de l'UEFA (Victoire 3:0) et devient le joueur luxembourgeois le plus capé avec 99 sélections, en dépassant Jeff Strasser qui compte 98 matchs sous les couleurs des "Lions Rouges".

## Statistiques
| Saison                | Club                  | Championnat           | Championnat | Championnat | Coupe(s) nationale(s) | Coupe(s) nationale(s) | Compétition(s) continentale(s) | Compétition(s) continentale(s) | Compétition(s) continentale(s) | Luxembourg | Luxembourg | Total | Total |
| Saison                | Club                  | Division              | M.          | B.          | M.                    | B.                    | Comp.                          | M.                             | B.                             | M.         | B.         | M.    | B.    |
| 2007-2008             | FC Aarau              | Super League          | 22          | 1           | 0                     | 0                     | -                              | -                              | -                              | 8          | 0          | 30    | 1     |
| 2008-2009             | FC Aarau              | Super League          | 34          | 2           | 2                     | 0                     | -                              | -                              | -                              | 8          | 1          | 44    | 3     |
| Sous-total            | Sous-total            | Sous-total            | 56          | 3           | 2                     | 0                     | -                              | -                              | -                              | 16         | 1          | 74    | 4     |
| 2009-2010             | FC Metz               | Ligue 2               | 32          | 0           | 5                     | 0                     | -                              | -                              | -                              | 7          | 0          | 44    | 0     |
| 2010-2011             | FC Metz               | Ligue 2               | 25          | 1           | 5                     | 0                     | -                              | -                              | -                              | 9          | 0          | 39    | 1     |
| Sous-total            | Sous-total            | Sous-total            | 57          | 1           | 10                    | 0                     | -                              | -                              | -                              | 16         | 0          | 83    | 1     |
| 2011-2012             | FC Sion               | Super League          | 16          | 2           | 3                     | 0                     | C3                             | 2                              | 0                              | 7          | 0          | 28    | 2     |
| Sous-total            | Sous-total            | Sous-total            | 16          | 2           | 3                     | 0                     | -                              | 2                              | 0                              | 7          | 0          | 28    | 2     |
| 2012-2013             | FC Saint-Gall         | Super League          | 31          | 0           | 1                     | 0                     | -                              | -                              | -                              | 10         | 1          | 42    | 1     |
| 2013-2014             | FC Saint-Gall         | Super League          | 31          | 1           | 3                     | 0                     | C3                             | 8                              | 0                              | 7          | 0          | 49    | 1     |
| 2014-2015             | FC Saint-Gall         | Super League          | 27          | 0           | 2                     | 0                     | -                              | -                              | -                              | 10         | 2          | 39    | 2     |
| 2015-2016             | FC Saint-Gall         | Super League          | 31          | 1           | 2                     | 0                     | -                              | -                              | -                              | 0          | 0          | 33    | 1     |
| 2016-2017             | FC Saint-Gall         | Super League          | 16          | 0           | 1                     | 0                     | -                              | -                              | -                              | 0          | 0          | 17    | 0     |
| Sous-total            | Sous-total            | Sous-total            | 136         | 2           | 9                     | 0                     | -                              | 8                              | 0                              | 27         | 3          | 180   | 5     |
| Total sur la carrière | Total sur la carrière | Total sur la carrière | 265         | 8           | 24                    | 0                     | -                              | 10                             | 0                              | 66         | 4          | 365   | 12    |

## Palmarès
- Néant